# Сещенская волость
Се́щенская волость — административно-территориальная единица в составе Рославльского уезда Смоленской губернии, существовавшая в 1924—1929 годах. Административный центр — посёлок Сеща.

## История
Сещенская волость была образована в 1924 году в ходе укрупнения волостей Рославльского уезда, путём слияния Рогнединской (с предварительно присоединённой Радичской) и части Епишевской волости (бывшая Сергиевская волость).
В 1926 году к Сещенской волости была присоединена бо́льшая часть ликвидированной Тюнинской волости (также предварительно укрупнённой).
В 1929 году, с введением районного деления, Сещенская волость была упразднена, а основная часть её территории вошла в состав Дубровского и Рогнединского районов Рославльского округа Западной области (ныне в составе Брянской области).